# Hontianska Vrbica
Hontianska Vrbica (hongrois : Hontfüzesgyarmat) est un village de Slovaquie situé dans la région de Nitra.

## Histoire
Première mention écrite du village en 1272.

## Démographie

### Évolution de la population
| Année:               | 1994. | 2004.   | 2014.   | 2024.   |
| -------------------- | ----- | ------- | ------- | ------- |
| Nombre de personnes: | 579   | 553     | 564     | 584     |
| Différence:          |       | -4,49 % | +1,98 % | +3,54 % |

| Année:               | 2023. | 2024.   |
| -------------------- | ----- | ------- |
| Nombre de personnes: | 592   | 584     |
| Différence:          |       | -1,35 % |